# Политический Красный Крест
Политический Красный Крест — общее название ряда организаций, оказывавших помощь политзаключённым в Российской империи, Советской России и СССР.

## История
Первая организация с этой целью была создана в Петербурге в 1874-1875 гг. бывшими чайковцами. Следующую организацию основали Л. И. Корнилова-Сердюкова, Л. В. Синегуб и В. Н. Фигнер. Она помогала арестованным участникам «хождения в народ». В 1881 по инициативе народовольцев Ю. Н. Богдановича и И. В. Калюжного было создано «Общество Красного Креста Народной воли».
С конца 1890-х годов в Петербурге действовало «Общество помощи политическим ссыльным и заключённым». Оно получало средства на свою деятельность от благотворительных концертов, литературных чтений и различных вечеров, а также добровольных сборов среди интеллигенции.
После поражения революции 1905-07 помощью политическим заключённым занималось Бюро петербургских организаций Политического Красного Креста (председатель — Т. А. Богданович, казначей — Е. И. Бенуа). Пожертвования собирала финансовая комиссия этой организации. Тюремная комиссия занималась помощью заключённым, ссыльным и их семьям, а также организацией побегов. Одной из самых активных организаций в 1910-х гг. была «Группа помощи политическим узникам Шлиссельбурга» (М. Л. Лихтенштадт, А. А. Аристова, А. Я. Бруштейн, Е. В. Познер и др.).
После Февральской революции Политический Красный Крест помогал освобожденным узникам и политическим ссыльным. Было создано «Общество помощи освобожденным политическим».
В 1918 году была создана организация «Московский комитет Политического Красного Креста», известная также как «Московское общество Красного Креста для помощи политическим заключённым» или «Московский Политический Красный Крест». Его создали Н. К. Муравьев, Е. П. Пешкова и М. Л. Винавер. Организация была узаконена декретом наркома юстиции РСФСР И. З. Штейнбергом. После 1922 года в связи с арестом Муравьёва организация прекратила своё существование под именем Красного креста.
С 12 июня 1922 г. организация называлась «Помощь политическим заключённым» (разновидности названия: «Помполит», «Политпомощь»). Эта организация по просьбе родственников арестованных по политическим обвинениям наводила справки о том, где они содержатся, осуществляла им материальную помощь, ходатайствовала перед властями об их освобождении. Организация располагалась в доме № 16 на улице Кузнецкий Мост, рядом с приемной ОГПУ (впоследствии номер дома изменился: вместо № 16 — № 24). Она просуществовала до середины 1937 г., когда была распущена приказом наркома внутренних дел Н. И. Ежова. В 1938 году дом организации был опечатан.
С 1924 в основном по 1931 год (последний задокументированный человек в 1934 году) «Помполит» среди прочей правозащитной деятельности помогал ссыльным, принадлежавшим к сионистским партиям, осуществить замену ссылки на выезд в подмандатную Палестину.
В Полтаве помощь политзаключённым была организована В.Г. Короленко и сестрой его жены П.С. Ивановской. Эта работа уже после 1922 года сильно уменьшилась и закончилась со смертью Ивановской в 1935 году. Харьковский Политический Красный Крест был организован Л.Б. Сандомирской и просуществовал только до 1924 года. Его работу прекратила сама Сандомирская из-за того, что ОГПУ привлекло к сотрудничеству её сына – подростка. 
Ленинградское отделение Политического Красного Креста до своей смерти в 1925 году возглавлял М. В. Новорусский. Затем его возглавил С. П. Швецов, а после его смерти в 1930 году — В. П. Гартман. Активистами Ленинградского отделения ПКК были А. В. Прибылев, Н. Н. Шапошникова, М. Б. Тахчогло. Ленинградское отделение ПКК действовало до 1937 года, когда был арестован и расстрелян В. П. Гартман.
Формально «Помполит» прекратил свою деятельность только 15 июля 1938 года.
Традицию Политического Красного Креста в России возродили советские диссиденты.